# Szerelem van a levegőben (televíziós sorozat)
A Szerelem van a levegőben (eredeti cím: Sen Çal Kapımı) 2020 és 2021 között vetített török televíziós sorozat, melynek főszereplői Hande Erçel és Kerem Bürsin. Törökországban 2020. július 8-a és 2021. szeptember 8-a között sugározta a Fox TV. Magyarországon 2021. augusztus 23-a és 2022. április 19-e között az RTL Klub mutatta be.

## Történet
Eda Yıldız a nagynénjével él és a nagynénje virágboltjában dolgozik. A szülei egy balesetben meghaltak. Szeretett volna jó munkát kapni, de Serkan Bolat miatt nem tudta befejezni a tájépítészeti karon. Ő egy neves építésziroda (ArtLife) tulajdonosa, és megígérte, hogy ösztöndíjat ad a hallgatóknak, de később, önhibáján kívül, visszamondta az ajánlatot. Serkan és Eda egy egyetemi előadáson találkoztak. Serkan és Eda később eljegyzési szerződést csináltak majd szép lassan ebből a játékból igaz szerelem lett. Végül 2 közös gyerekük lett Kiraz és Alp.

## Szereplők
| Színész               | Szereplő              | Epizódok       | Leírás | Magyar hang        |
| --------------------- | --------------------- | -------------- | --- | ------------------ |
| Hande Erçel           | Eda Yıldız (Dada)     | 1–52           | A virágok iránt szenvedélyes álmodozó Eda átéli szülei idő előtti elvesztésének fájdalmát. Van egy ellensége: Serkan Bolat. Valójában lemondta az ösztöndíját, megakadályozva, hogy tájépítész legyen, és Olaszországban tanuljon. Ezért nagynénje virágboltjában dolgozik, aki felnevelte, és úgy bánt vele, mint a saját lányával. Mindketten Eda gyerekkori barátjával, Melóval élnek. | Kelemen Kata       |
| Kerem Bürsin          | Serkan Bolat          | 1–52           | Hipochonder, megszállott, hideg, munkamániás, gazdag, nemzetközi hírű építész, az Art Life tulajdonosa, akinek célja, hogy megakadályozza volt barátnője, Selin házasságát. Ennek érdekében azt javasolja Edának, hogy két hónapig adja ki magát a barátnőjének: a szerződés lejárta után visszafizeti az ösztöndíjat.                                                                    | Posta Victor       |
| Neslihan Yeldan       | Aydan Bolat           | 1–52           | Serkan édesanyja, belsöépítész , designer.Évekig nem tudja elhagyni a házukat, mert nagyobbik fia szerinte miatta halt meg. | Nyírő Eszter       |
| Evrim Doğan           | Ayfer Yıldız          | 1–52           | Eda nagynényje , aki Edá.t felnevelte szülei halála után. Kertészete van, ahol gyönyörü virágcsokrokat is készít | Kisfalvi Krisztina |
| Anıl İlter            | Engin Sezgin          | 1–52           | Serkán legjobb barátja, Piril férje. Ök hárman tulajdonosok az Art Life-nál.Késöbb születik egy fiuk, Can. | Haagen Imre        |
| Elçin Afacan          | Melek Yücel (Melo)    | 1–52           | Eda egyik közeli barátja és házitársa. Mindketten együtt töltötték gyermekkorukat. Álmodozó és általában vicces. Legnagyobb álma, hogy megtalálja az igazi szerelmet. | Mezei Kitty        |
| Başak Gümülcinelioğlu | Pırıl Baytekin Sezgin | 1–52           | Serkan egyik barátja. Később Edához is közel kerül. Boldog házasságban él Enginnel, és van egy fia. Kiváló építész, természete nagyon hasonlít Serkanéra. | Molnár Ilona       |
| Alican Aytekin        | Seyfi Çiçek           | 1–52           | Fontos személy a Bolat családban, Aydan asszony jobb keze. | Molnár Levente     |
| Sarp Bozkurt          | Erdem Şangay          | 1–52           | Engin asszisztense. | Szokol Péter       |
| Sinan Albayrak        | Kemal Özcan           | 34–52.         | Aidan első szerelme. Visszatér, hogy újra együtt legyen rég elveszett szerelmével. | Maday Gábor        |
| Maya Başol            | Kiraz Bolat           | 40–52.         | Serkan és Eda lánya. |                    |
| Ahmet Efe Metekoğlu   | Can Sezgin            |                | |                    |
| Sinan Helvacı         | Burak Balcı           | 40–52.         | Eda közeli barátja, aki titokban plátóilag szerelmes belé, nagyon jól kijön Kirázzal. |                    |
| Sina Özer             | Kerem                 |                | | Majorfalvi Bálint  |
| Doğa Özüm             | Pina Bolat            |                | Serkan unokahuga | Laudon Andrea      |
| Ayşe Akın             | Deniz Kolcu           |                | Eda, Melo és Ceren egykori barátja az iskolából. Titokban szerelmes Edába. | Bertalan Ágnes     |
| İlkyaz Arslan         | Leyla Haktan          | 1–39.          | Serkan asszisztense. | Zsigmond Tamara    |
| Çağrı Çıtanak         | Ferit Şimşek          | 1–39.          | Selin egykori vőlegénye. Eredetileg ő volt az oka Eda és Serkan hamis eljegyzésének, mivel Serkan nem bízott Feritben. Selinnel való szakítása után kapcsolata van Cerennel. | Pál Tamás          |
| Bige Önal             | Selin Atakan          | 1–22., 29–38.  | Serkan egykori barátnője és gyerekkori barátja, a cég PR-je és partnere az apjuk által épített családi vállalkozásban. Eda fő ellenfele. | Solecki Janka      |
| Sarp Can Köroğlu      | Deniz Saraçhan        | 29–37.         | Edával általános iskolás kora óta barátkozik. Kezdetben segít neki a Serkannal való románcban, de titokban szerelmes belé. | Czető Roland       |
| Melisa Döngel         | Ceren Başar (Colos)   | 1–37.          | Eda egyik barátja. Gazdag ügyvédcsaládban nő fel, és kénytelen is ügyvédnek lenni, de álma, hogy cipőtervező legyen. Divatikon. Randevúzik Selin volt vőlegényével, végül feleségül veszi és teherbe esik. | Bognár Anna        |
| Hakan Karahan         | Alexander Zucco       | 24–27., 29–34. | Hires olsz séf, aki Isztambulban nyit egy éttermet és megismerkedik Ayferrel és Aydannal. |                    |
| Sitare Akbaş          | Figen Yıldırım (Fifi) | 1–28.          | Eda barátnöje, akit Fifiként ismertünk meg. Eredeti karakter, szinte mindig csak fekekete ruházatot visel. | Bogdányi Titanilla |
| Ayşegül İşsever       | Semiha Yıldırım       | 23–28.         | Apai ágon Eda nagymamája. Rendkívül gazdag, mindig is rossz szemmel nézte Eda szülei házasságát, és nem értékeli a Serkan Bolathoz fűződő kötelékét. |                    |
| Buğrahan Çayır        | Tahir                 | 23–28.         | Semiha Yildirim soförje, jobb keze. |                    |
| İlayda Çevik          | Balca Koçak           | 22–28.         | Rövid ideig ő lesz Serkan cégének PR-je és Eda ellensége. | Pikali Gerda       |
| Mert Öcal             | Prens Seymen          | 25–26.         | | Viczián Ottó       |
| Ahmet Somers          | Alptekin Bolat        |                | Serkan eredetileg vélt apja, aki felnött koráig nevelte. Aydan Bolat férje. | Rosta Sándor       |
| Ali Ersan Duru        | Efe Akman             | 13–21.         | Külföldön nagyra értékelt építész, aki rövid ideig partner lesz Serkan cégében. | Papp Dániel        |
| İsmail Ege Şaşmaz     | Kaan Karadağ          | 1–10.          | Serkan régi főiskolai barátja, mindig versenyez vele. Ferit legjobb barátja. | Tokaji Csaba       |

## Évados áttekintés
| Évad | Évad | Török epizódok száma | Magyar epizódok száma | Eredeti sugárzás | Eredeti sugárzás    | Eredeti sugárzás  | Magyar sugárzás     | Magyar sugárzás   | Magyar sugárzás |
| Évad | Évad | Török epizódok száma | Magyar epizódok száma | Évadpremier      | Évadfinálé          | Eredeti adó       | Évadpremier         | Évadfinálé        | Magyar adó      |
| ---- | ---- | -------------------- | --------------------- | ---------------- | ------------------- | ----------------- | ------------------- | ----------------- | --------------- |
|      | 1.   | 39                   | 121                   | 2020. július 8.  | 2021. április 17.   |                   | 2021. augusztus 23. | 2022. február 16. |                 |
|      | 2.   | 13                   | 40                    | 2021. június 9.  | 2021. szeptember 8. | 2022. február 17. | 2022. április 19.   |                   |                 |